# Харлинген (Техас)
Харлинген (англ. Harlingen) — город, расположенный на юге штата Техас в округе Камерон, примерно в 48 километрах от побережья Мексиканского залива. Имеет площадь 88,9 км² и является вторым по величине городом в округе Камерон, после Браунсвилла. Является городом с самой дешёвой стоимостью проживания в США.

## История
Город был заложен в 1904 году Лоном С. Хиллом (Lon C. Hill) на пересечении 77 и 83 шоссе. Был назван в честь одноименного города в Нидерландах. Являлся промышленным центром и коммерческим водным путём. В 1905 году в Харлингене была открыта первая школа, обучавшая тогда 15 человек. Основными сельскохозяйственными культурами являлись овощи и хлопок.
Построенные в городе во время Второй мировой войны военные объекты вызвали резкий скачок населения от 23 000 до 41 000 человек. После закрытия этих объектов в 1962 году численность населения упала до 33 603 человек. К 1980 году в Харлингене проживало 40 824 человека. Уже через 5 лет, в 1985 году, численность населения повысилась до 49 000 человек, 80 % из которых являлись латиноамериканцами или имели латиноамериканские происхождение.
В конце 1980-х доходы от туризма занимали второе место после доходов от производства цитрусовых фруктов, зерна и хлопка. Так же в городе велась оптово-розничная торговля и легкое производство. 

Первая больница была построена в 1923 году и состояла всего из двух казарм. Несколько лет спустя была построена новая больница, а старая была закрыта.
Каждый март в Харлингене проводят Международный музыкальный фестиваль.
В городе выходят две газеты: Valley Morning Star — ежедневная газета, печатающаяся с 1911 года, и Harlingen Press — еженедельная основанная в 1951 году.

## Население
По результатам переписи 2000 года в городе проживало 57 564 человек. Из них 78,68 % — белые, 0,92 % — афроамериканцы, 0,88 % — азиаты, 0,52 % — индейцы, 0,03 % — жители тихоокеанских островов, 16,39 % — другие расы, 2,58 % — смешанные расы. В городе поживало 30,7 % человек в возрасте до 18 лет, 9,6 % от 18 до 24 лет, 26,5 % от 25 до 44 лет, 18,0 % от 45 до 64 лет, и 15,0 % в возрасте 65 и старше. Средний возраст составлял 32 года. На каждых 100 женщин приходилось 90,8 мужчин.

## География и климат
По данным Бюро переписи населения США, город имеет общую площадь 89 км², из которых 88 км² — земля и 0,78 км² — вода. Почва в районе города варьируется от песчаного суглинка до глины.
| Показатель                    | Янв. | Фев. | Март | Апр. | Май  | Июнь | Июль | Авг. | Сен.  | Окт. | Нояб. | Дек. | Год   |
| ----------------------------- | ---- | ---- | ---- | ---- | ---- | ---- | ---- | ---- | ----- | ---- | ----- | ---- | ----- |
| Абсолютный максимум, °C       | 34   | 37   | 40   | 42   | 41   | 41   | 42   | 42   | 42    | 38   | 36    | 34   | 42    |
| Средний суточный максимум, °C | 20,9 | 23,1 | 26,2 | 29,1 | 31,8 | 34,2 | 34,9 | 35,4 | 33,1  | 29,7 | 25,9  | 21,5 | 28,8  |
| Средний суточный минимум, °C  | 9,8  | 11,5 | 14,4 | 17,9 | 21,6 | 23,7 | 24,1 | 24,1 | 22,4  | 18,3 | 14,4  | 10,4 | 17,7  |
| Абсолютный минимум, °C        | −10  | −6   | −11  | 3    | 8    | 14   | 16   | 16   | 11    | 1    | −2    | −9   | −11   |
| Норма осадков, мм             | 31,2 | 43,2 | 38,4 | 54,1 | 76,7 | 58,9 | 58,7 | 56,9 | 135,4 | 79,8 | 35,8  | 40,6 | 709,9 |
| Источник: NOAA                |      |      |      |      |      |      |      |      |       |      |       |      |       |

## Спорт
В Харлингене есть бейсбольная команда "Rio Grande Valley WhiteWings", которая была основана в 1994 году и существует по сей день. В 2000 году она выиграла чемпионат "Texas-Louisiana League". 

Так же в Харлингене располагается ипподром длинной площадью 7400м2 на котором обычно проводят собачьи бега. Трибуны имеют более 400 мониторов. 

В 1995 году ипподром был закрыт однако через 5 лет, в 2000 году, возобновил свою работу.